# Nước cốt gà

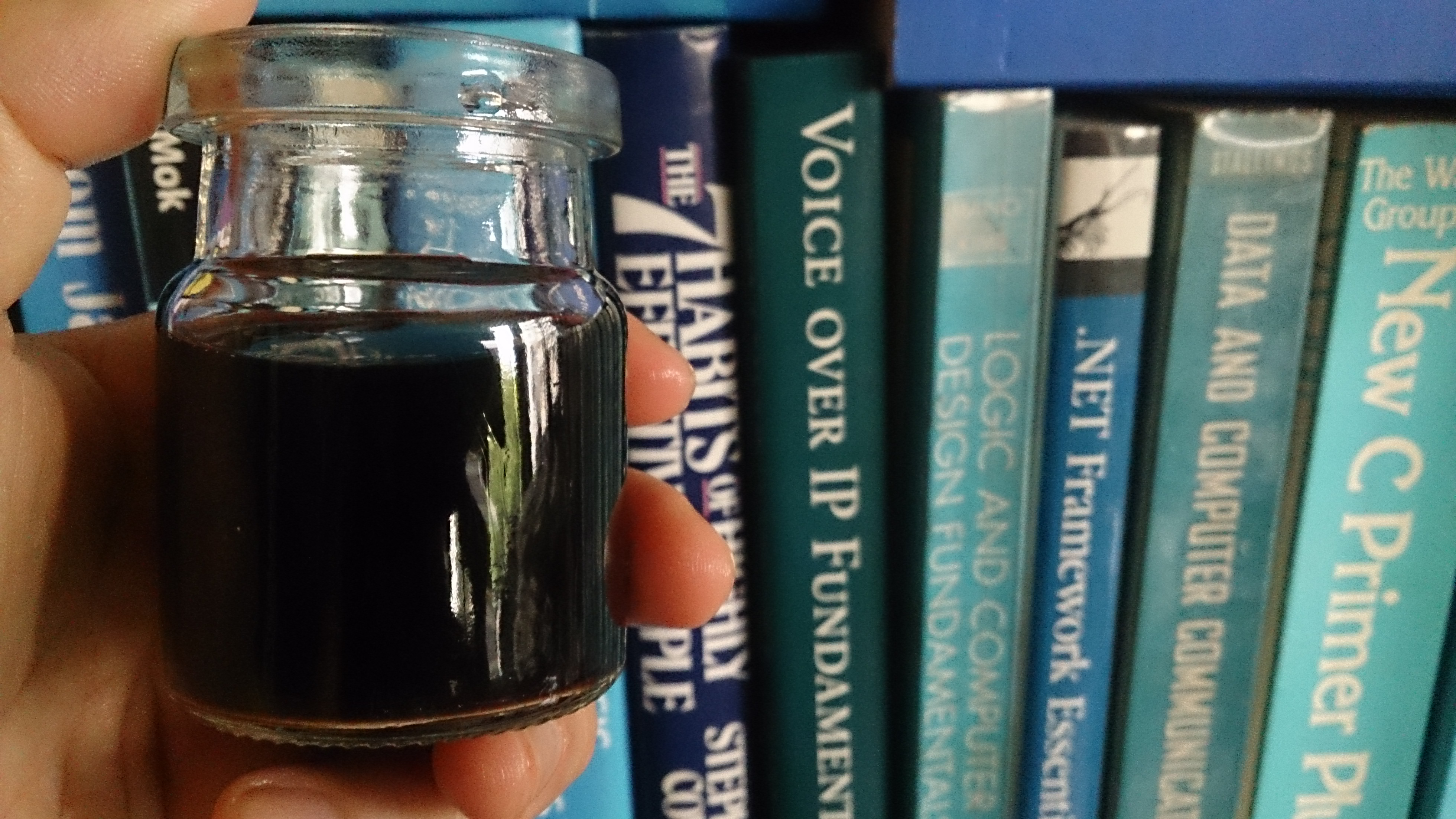
1 hũ nước cốt gà đậm đặc.

Nước cốt gà (Essence of chicken) hay còn gọi là nước súp gà là một loại thực phẩm chức năng được chiết xuất từ thịt gà bằng các phương pháp như chưng cất, hầm gà rút lấy nước cốt (từ xương) hay đun sôi, hay sắc gà để rút lấy tất cả sự bổ dưỡng của gà vào một loại dung dịch dễ tiêu hoá, với tất cả chất béo và cholesterol đã được tiêu hủy, kết quả là một loại nước uống đạm chất. Bản chất nước cốt gà là một loại đạm thủy phân, nó có tính chất dễ hấp thụ, dễ tiêu hóa, thường được bác sĩ kê đơn cho người già hoặc người bệnh sau phẫu thuật, phụ nữ sau khi sinh để bồi bổ sức khỏe.

## Công dụng
Loại thức uống này giúp kích thích hệ miễn nhiễm, tăng cường khả năng phòng bệnh cho cơ thể chống lại cảm cúm, các bệnh nhiễm khuẩn khác, đồng thời làm giảm chứng huyết áp cao và ngăn chặn bệnh xơ vữa động mạch.
Nước cốt gà cũng có thể dùng như một loại nước bổ sung dinh dưỡng, có tác dụng làm phấn chấn, tỉnh táo tức thời, ngoài ra nếu điều chế đúng phương pháp thì nó có thể giúp trị nhiều chứng bệnh như suy nhược thần kinh và thiếu máu, mất máu, gia tăng thể lực cho các vận động viên, tăng khả năng tập trung cho những người phải làm việc đầu óc căng thẳng hay học sinh, sinh viên học tập trong mùa thi cử.
Ngoài ra thì nó cũng được sử dụng để chế biến thức ăn để thêm bổ dưỡng và ngon miệng như nêm vào canh hay mì gói.

## Chế biến
Cũng như canh gà, nước cốt gà được sử dụng rộng rãi, đặc biệt là người Hoa còn có cách điều chế được những phương thuốc cổ truyền để trị nhiều chứng bệnh như suy nhược thần kinh và thiếu máu, mất máu, gia tăng thể lực cho các vận động viên, tăng khả năng tập trung cho những người phải làm việc đầu óc căng thẳng hay học sinh, sinh viên học tập trong mùa thi. Nhiều món ăn ngon, bổ dưỡng được chế biến có sự kết hợp của nước cốt gà. Nước cốt gà còn là sản phẩm của các doanh nghiệp kinh doanh thực phẩm chức năng. Vào năm 1950, sản phẩm nước cốt gà đóng hộp đầu tiên mang nhãn hiệu BRAND'S đã ra đời ở Trung Quốc và đến nay vẫn được ưa chuộng.